# Aeroportul Cliff Hatfield Memorial
Aeroportul Cliff Hatfield Memorial (IATA: CLR, ICAO: KCLR, FAA LID: CLR) este un aeroport din California, Statele Unite ale Americii ce deservește zona Calipatria⁠(d).
Situat la o altitudine de −55 m, aeroportul dispune de 1 pistă.

## Infrastructură

### Piste
Aeroportul dispune de o singură pistă. Pista 08/26 are suprafața de asfalt și dimensiunile 3.423 picioare × 50 picioare. 